# Kontsaansaari
Kontsaansaari är en ö i Finland.   Den ligger i den ekonomiska regionen  Kyroland  och landskapet Österbotten, i den sydvästra delen av landet, 300 km norr om huvudstaden Helsingfors.